# Porédaka
Porédaka ist eine Stadt und eine Sub-Präfektur der Präfektur Mamou in der gleichnamigen Region Mamou von Guinea. 
Die Schlacht von Porédaka wurde dort am 13. November 1896 ausgetragen. Französische Kolonialtruppen besiegten die letzten Einheiten des Imamats Futa Jallon (إمامة فوتة جالون‎ Pular: Fuuta Jaloo, 𞤊𞤵𞥅𞤼𞤢 𞤔𞤢𞤤𞤮𞥅‎) und Futa Jallon wurde in der Folge in die Kolonie Senegambia annektiert.

## Geographie
Der Ort liegt an einer wichtigen Nord-Süd-Verbindung im Inland von Guinea, etwa 55 km nordöstlich von Mamou.

## Persönlichkeiten
- Boubacar Diallo Telli (1925–Februar 1977), Diplomat und Politiker. Erster Generalsekretär der Organisation für Afrikanische Einheit (OAU), Repräsentant der UN, Botschafter in den USA, Justizminister
- Tierno Monénembo (auch: Thierno Saidou Diallo) Biochemiker. Professor und Romanautor, Gewinner des Prix Renaudot 2008 für den Roman The King of Kahel, Gewinner des Grand Prix de la Francophonie 2017.
- Mohamed Béavogui (Toma/Fulani), Diplomat und Premierminister von Guinea 2021–2022.